# Kanton Neuilly-Plaisance
Kanton Neuilly-Plaisance is een voormalig kanton van het Franse departement Seine-Saint-Denis.

## Geschiedenis
Het kanton Neuilly-Plaisance maakte deel uit van het arrondissement Le Raincy tot het op 22 maart werd opgeheven en Neuilly-Plaisance de enige gemeente die het kanton omvatte, werd opgenomen in het kanton Villemomble.